# Slade Alive!
Slade Alive! es el primer álbum en vivo de la banda de rock británica Slade, publicado el 24 de marzo de 1972. Alcanzó la posición n.º 2 en la lista UK Albums Chart permaneciendo allí por 58 semanas. El álbum contiene canciones originales de Slade más algunas versiones de bandas y artistas como Ten Years After, The Lovin' Spoonful, Bobby Marchan y Steppenwolf.

## Lista de canciones
1. "Hear Me Calling" - 5:47
2. "In Like a Shot From My Gun" - 3:35
3. "Darling Be Home Soon" - 5:44
4. "Know Who You Are" - 3:40
5. "Keep on Rocking" - 6:30
6. "Get Down With It" - 5:34
7. "Born To Be Wild" - 8:14

## Créditos
- Noddy Holder — voz, guitarra
- Dave Hill — guitarra
- Jim Lea — bajo, voz, piano
- Don Powell — batería